# Obritzberg-Rust
Obritzberg-Rust è un comune austriaco di 2 317 abitanti nel distretto di Sankt Pölten-Land, in Bassa Austria; ha lo status di comune mercato (Marktgemeinde). È stato istituito nel 1971 con la fusione dei comuni soppressi di Obritzberg e Kleinrust (quest'ultimo istituito per scorporo da Obritzberg nel 1883); capoluogo comunale è Obritzberg.